# Lesprit
Lesprit Co., Ltd. (株式会社レスプリ Kabushiki gaisha Resupuri?) es un estudio de animación japonés.

## Obras

### Series de anime
| Título                                             | Director           | Fecha de primera transmisión | Fecha de última transmisión | Eps                  | Nota(s) | Ref(s) |
| -------------------------------------------------- | ------------------ | ---------------------------- | --------------------------- | -------------------- | --- | ------ |
| Jakusan-sei Mirion'āsā                             | Mankyuu            | 20 de noviembre de 2015      | 14 de noviembre de 2019     | 84 +edición extra    | Basado en el manga yonkoma de Chobora Unyopomi. Coproducido con Gathering.                                                                         |        |
| Idol Master Cinderella Girls Theatre 2nd SEASON    | Mankyuu            | 3 de octubre de 2017         | 26 de diciembre de 2017     | 13 +13 episodios web | Basado en el manga de Kuma Jetto. Secuela de Idol Master Cinderella Girls Theatre. Coproducido con Gathering.                                      |        |
| Idol Master Cinderella Girls Theatre 3rd SEASON    | Mankyuu            | 3 de julio de 2018           | 25 de junio de 2019         | 13 +13 episodios web | Secuela de Idol Master Cinderella Girls Theatre 2nd SEASON. Coproducido con Gathering.                                                             |        |
| Ueno-san wa Bukiyō                                 | Tomohiro Yamanashi | 6 de enero de 2019           | 24 de marzo de 2019         | 12                   | Basado en el manga de tugeneko. | [ 2 ]  |
| Idol Master Cinderella Girls Theatre CLIMAX SEASON | Mankyuu            | 2 de abril de 2019           | 25 de junio de 2019         | 13                   | Secuela de Idol Master Cinderella Girls Theatre 3rd SEASON, paralela a Idol Master Cinderella Girls Theatre 4th SEASON. Coproducido con Gathering. |        |
| Anime Kapibara-san                                 | Tomohiro Yamanashi | 9 de octubre de 2020         | 26 de marzo de 2021         | 24                   | Basado en la figura Capibara de Bandai Spirits. Coproducido con Shin-Ei Animation.                                                                 | [ 3 ]  |

### ONA
| Título            | Fecha de lanzamiento  | Eps | Nota(s)                        | Ref(s) |
| ----------------- | --------------------- | --- | ------------------------------ | ------ |
| Tanuki to Kitsune | 9 de febrero del 2018 | 20  | Basado en el manga de Atamoto. |        |

### Película
| Título             | Director        | Fecha de lanzamiento    | Duración | Nota(s)                                                  | Ref(s) |
| ------------------ | --------------- | ----------------------- | -------- | -------------------------------------------------------- | ------ |
| Yes, No, or Maybe? | Masahiro Takata | 11 de diciembre de 2020 | 53 min.  | Basada en las novelas ligeras escritas por Michi Ichiho. | [ 4 ]  |